# Lista de deputados estaduais do Espírito Santo da 10.ª legislatura
Esta é a lista de deputados estaduais do Espírito Santo para a legislatura 1983–1987. Na disputa pelas vinte e sete cadeiras da Assembleia Legislativa do Espírito Santo o PMDB superou o PDS por dezesseis a onze.

## Composição das bancadas
| Partido | Líder           | Bancada | Posição  |
| ------- | --------------- | ------- | -------- |
| PMDB    | Rose de Freitas | 16 / 27 | Governo  |
| PDS     | Alício Franco   | 11 / 27 | Oposição |

## Deputados estaduais
| Número | Deputados estaduais eleitos | Partido | Votação | Percentual | Cidade onde nasceu | Unidade federativa |
| 15494  | José Teodomiro Casagrande   | PMDB    | 24.856  | 3,34%      | Castelo            | Espírito Santo     |
| 15419  | Douglas Puppin              | PMDB    | 22.821  | 3,07%      | Alfredo Chaves     | Espírito Santo     |
| 15165  | Rose de Freitas             | PMDB    | 22.664  | 3,05%      | Caratinga          | Minas Gerais       |
| 11741  | Jorge Devens de Oliveira    | PDS     | 20.150  | 2,71%      | Serra              | Espírito Santo     |
| 15384  | Paulo Hartung               | PMDB    | 19.486  | 2,62%      | Guaçuí             | Espírito Santo     |
| 15648  | Hermes Gonçalves            | PMDB    | 19.041  | 2,56%      | Vitória            | Espírito Santo     |
| 15809  | Antônio Pelaes              | PMDB    | 18.720  | 2,52%      | Vitória            | Espírito Santo     |
| 15208  | Dailson Laranja             | PMDB    | 17.756  | 2,39%      | Guarapari          | Espírito Santo     |
| 15893  | Dilton Lírio Neto           | PMDB    | 16.454  | 2,21%      | Guarapari          | Espírito Santo     |
| 15664  | João Gama Filho             | PMDB    | 15.686  | 2,11%      | Linhares           | Espírito Santo     |
| 15170  | Juraci Magalhães Gomes      | PMDB    | 15.543  | 2,09%      | Itarana            | Espírito Santo     |
| 15159  | Moacir Brotas Júnior        | PMDB    | 15.426  | 2,07%      | Vitória            | Espírito Santo     |
| 11154  | Alício Franco               | PDS     | 15.182  | 2,04%      | Pinheiros          | Espírito Santo     |
| 15978  | Oséas Ximenes Monte         | PMDB    | 15.002  | 2,02%      | Cariacica          | Espírito Santo     |
| 15289  | Hugo Borges                 | PMDB    | 13.761  | 1,85%      | Serra              | Espírito Santo     |
| 15680  | Armando Batista Viola       | PMDB    | 13.076  | 1,76%      | Baixo Guandu       | Espírito Santo     |
| 15718  | Salvador Bonomo             | PMDB    | 12.970  | 1,74%      | Linhares           | Espírito Santo     |
| 15130  | Valci Souza                 | PMDB    | 12.760  | 1,71%      | Pancas             | Espírito Santo     |
| 11134  | Emir de Macedo Gomes        | PDS     | 12.633  | 1,70%      | Remanso            | Bahia              |
| 11399  | Jorge Daher Filho           | PDS     | 12.468  | 1,67%      | Nova Venécia       | Espírito Santo     |
| 11974  | João Miguel Feu Rosa        | PDS     | 12.316  | 1,65%      | Vitória            | Espírito Santo     |
| 11998  | Pedro Leal                  | PDS     | 11.844  | 1,59%      | Vila Velha         | Espírito Santo     |
| 11608  | Heraldo Barbosa Musso       | PDS     | 11.629  | 1,56%      | Aracruz            | Espírito Santo     |
| 11487  | Lúcio Merçon                | PDS     | 11.350  | 1,52%      | Muniz Freire       | Espírito Santo     |
| 11192  | Luiz Gonzaga Borges         | PDS     | 11.341  | 1,52%      | Jerônimo Monteiro  | Espírito Santo     |
| 11153  | Antônio Moreira             | PDS     | 10.292  | 1,38%      | Potengi            | Ceará              |
| 11496  | Alcino Santos               | PDS     | 9.526   | 1,28%      | São Mateus         | Espírito Santo     |